# التهاب عصبی
التهاب عصبی (به انگلیسی: Neuroinflammation)به معنای التهاب بافت عصبی است. التهاب عصبی ممکن است به دلایل مختلفی مانند عفونت، ضربه مغزی، متابولیت‌های سمی، پروتئین‌های تغییر شکل یافته، خودایمنی یا التهاب محیطی یا سیستمیک آغاز شود. میکروگلیاها سلول‌های ایمنی ذاتی ساکن در سامانهٔ عصبی مرکزی (CNS) که مغز و نخاع را شامل می‌شود، هستند. این سلول‌ها در پاسخ به عواملی مختلفی مانند عفونت، آسیب‌های مغزی یا التهاب سیستمیک فعال می‌شوند و موجب آغاز فرایند التهاب در بافت عصبی می‌شوند. با وجود اینکه سامانهٔ عصبی مرکزی توسط ساختار تخصص یافته‌ای به نام سد خونی – مغزی از سیستم ایمنی محیطی جدا می‌شود ولی با وجود این در شرایط التهاب محیطی یا سیستمیک از طریق چندین مسیر بافت عصبی تحت تأثیر قرار گرفته و منجر به فعال شدن میکروگلیاها و رخداد التهاب عصبی می‌شود. هر چند این پاسخ برای حفاظت بافت عصبی در برابر عفونت آغاز می‌شود ولی در شرایطی که پاسخ شدید باشد و به خوبی کنترل نشود می‌تواند منجر به آسیب به سلول‌های عصبی و رخداد بیماری‌های عصبی مانند پارکینسون، آلزایمر، افسردگی، اختلال دو قطبی و سایر اختلالات مغزی شود.